# Песня-94
XXIII песенный фестиваль «Песня года» («Песня-94») проводился в Москве, в декабре 1994 года. 1-2 января 1995 года телеверсия «Песни-94» была показана на 1-м канале Останкино. Ведущие фестиваля — Ангелина Вовк и Евгений Меньшов.

## Лауреаты фестиваля
| №  | Название песни           | Музыка              | Стихи                            | Исполнитель/группа     |
| -- | ------------------------ | ------------------- | -------------------------------- | ---------------------- |
| 1  | «Дорога»                 | Игорь Матвиенко     | Александр Шаганов                | группа «Любэ»          |
| 2  | «Чары колдовские»        | Владимир Матецкий   | Михаил Шабров                    | Роксана Бабаян         |
| 3  | «Сердце не камень»       | Вячеслав Добрынин   | Михаил Рябинин                   | Лев Лещенко            |
| 4  | «Поклонник»              | Игорь Николаев      | Игорь Николаев                   | Наташа Королёва        |
| 5  | «Друг»                   | Олег Газманов       | Олег Газманов                    | Олег Газманов          |
| 6  | «Я деревенская»          | Виктор Темнов       | Пётр Черняев                     | Валентина Толкунова    |
| 7  | «Мне грустно»            | Сергей Беляев       | Сергей Есенин                    | Александр Малинин      |
| 8  | «Морозов»                | Аркадий Укупник     | Лариса Рубальская                | Татьяна Овсиенко       |
| 9  | «Хоп-хей-лала-лей»       | Леонид Агутин       | Леонид Агутин                    | Леонид Агутин          |
| 10 | «Колыбельная»            | Илья Духовный       | Сергей Патрушев                  | Татьяна Буланова       |
| 11 | «На летящем коне»        | Аркадий Укупник     | Олег Гегельский, Сергей Патрушев | Вадим Казаченко        |
| 12 | «Всё, что было»          | Сергей Касторский   | Виктор Платицын                  | Эдита Пьеха            |
| 13 | «Не берите в голову»     | Вячеслав Добрынин   | Михаил Рябинин                   | Вячеслав Добрынин      |
| 14 | «Дружочек»               | Аркадий Укупник     | Юрий Дружков                     | Алёна Апина            |
| 15 | «Уезжай»                 | Игорь Крутой        | Игорь Николаев                   | Игорь Николаев         |
| 16 | «Привыкай»               | Александр Самойлов  | Лилиана Воронцова                | Лариса Долина          |
| 17 | «Исповедь»               | Алексей Гарнизов    | Николай Зиновьев                 | Валерий Леонтьев       |
| 18 | «Городок»                | Юрий Варум          | Кирилл Крастошевский             | Анжелика Варум         |
| 19 | «Марина»                 | Александр Морозов   | Илья Резник                      | Михаил Шуфутинский     |
| 20 | «Ах, Москва»             | Игорь Матета        | Леонид Дербенёв                  | Маша Распутина         |
| 21 | «Поздняя любовь»         | Ирина Грибулина     | Ирина Грибулина                  | Иосиф Кобзон           |
| 22 | «Магадан»                | Андрей Зуев         | Андрей Зуев, Наталья Ветлицкая   | Наталья Ветлицкая      |
| 23 | «Беженцы»                | Виктор Чайка        | Борис Дубровин                   | Азиза                  |
| 24 | «Лимпомпо»               | Александр Лукьянов  | Ярослав Трусов                   | группа «Дюна»          |
| 25 | «Цветы»                  | Виталий Окороков    | Виталий Окороков                 | кабаре-дуэт «Академия» |
| 26 | «Давай построим дом»     | Ирина Отиева        | Ирина Отиева                     | Ирина Отиева           |
| 27 | «Красавица-жена»         | Александр Новосёлов | Владимир Алексеев                | Александр Буйнов       |
| 28 | «Обычные дела»           | Александр Шульгин   | Аркадий Славоросов               | Валерия                |
| 29 | «Звездопад»              | Игорь Крутой        | Игорь Николаев                   | Александр Серов        |
| 30 | «Золото любви»           | Игорь Крутой        | Игорь Николаев                   | Ирина Аллегрова        |
| 31 | «Мотылёк»                | Владимир Матецкий   | Лилиана Воронцова                | София Ротару           |
| 32 | «Примадонна»             | Александр Лукьянов  | Ярослав Трусов                   | Филипп Киркоров        |
| 33 | «Любовь, похожая на сон» | Игорь Крутой        | Валерия Горбачёва                | Алла Пугачёва          |